# Mollia cristinae
Mollia cristinae är en mossdjursart som beskrevs av Souto, Reverter-Gil och Fernández-Pulpeiro 20. Mollia cristinae ingår i släktet Mollia och familjen Microporidae. Inga underarter finns listade i Catalogue of Life.